# تپه‌نگاره

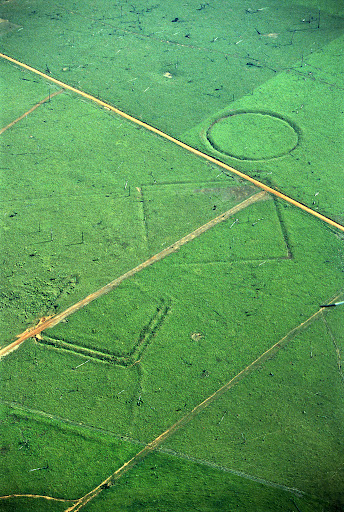
نگاره در زمینی در جنگل‌های آمازون

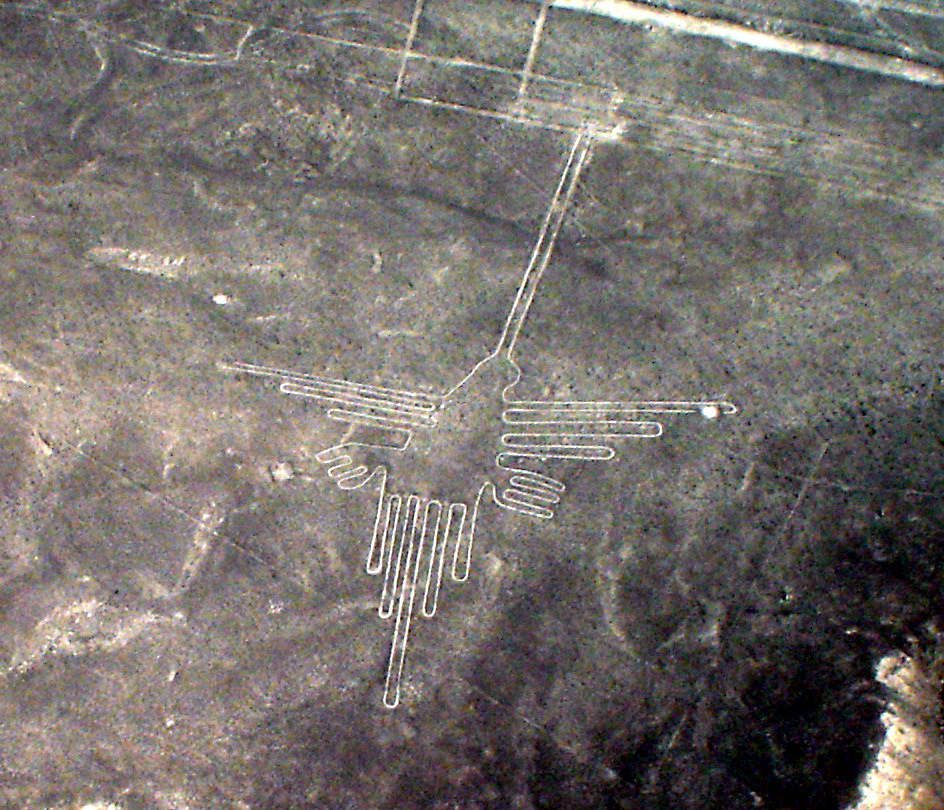
خطوط نازکا در پرو. این عکس در دسامبر ۲۰۰۶ مرغ مگس را به تصویر می‌کشد

تپه‌نگاره یا زمین‌نگاره (انگلیسی: Geoglyph) یک طراحی بزرگ یا نقش‌مایه بر روی زمین است (به‌طور کلی بزرگ‌تر از چهار متر است) و به‌طور معمول روی سنگ آواری نقش می‌بندد یا به صورتی مشابه اشکالی تثبیت شده مانند منظره، سنگ یا قطعات سنگی همچنین اشکالی با شن و ماسه بر روی زمین. یک تپه‌نگاره مثبت عبارت است از چیدمان و تراز کردن مواد روی زمین به شکلی شبیه تخته‌سنگ بزرگ یا به صورت پتروفرم‌ها، از طرف دیگر هنگامی بخشی از سطح زمین طبیعی برش داده و برداشته می‌شود، یک تپه‌نگاره منفی تشکیل می‌شود تا زمین با رنگ و بافت متفاوت ایجاد شود و به طوری که شکل آن شبیه پتروگلیف‌ها می‌شود؛ و اما ژوگلیف‌ها به‌طور کلی نوعی هنر سرزمینی یا بعضاً هنر سنگی هستند. به طوری که یک شکل تپه در شیب ایجاد می‌شود و می‌توان آن را از فاصله دور مشاهده کرد.

## پیشینه
شاید مشهورترین تپه‌نگاره، خطوط نازکا در پرو باشد. اثر «مردان کهنسال» در عربستان سعودی که از سنگ ساخته شده است منطقه گسترده‌تری از خطوط نازکا را تحت پوشش قرار داده و قدمت بسیار بیشتری دارد. این موضوع را پروفسور فیزیک آملیا اسپاراوینا اهل تورینو ایتالیا گفته است. استفاده از این اصطلاح برای توصیف این ویژگی‌ها، احتمالاً نادرست است، چرا که پژوهش‌های اخیر نشان داده است که اغلب اثرها با هدف خلق یک اثر هنری ساخته نشده‌اند، بلکه برای به منظور هدف‌های دیگری از جمله مکان‌های دفن و مراسم تدفین، کمک در به دام انداختن جانوران مهاجر و مناطق پاک‌سازی شده برای اردوگاه‌ها، خانه‌ها و محوطه‌های جانوران ساخته شده‌بودند.

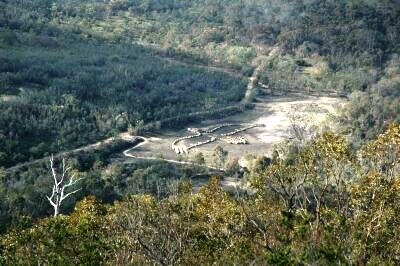
تپه نگاره بونجیل در یویانگ، لارا، استرالیا، توسط اندرو راجرز. این اثر ۱۰۰ متر طول دارد و برای ساخت آن از ۱۵۰۰ تن سنگ استفاده شده است.

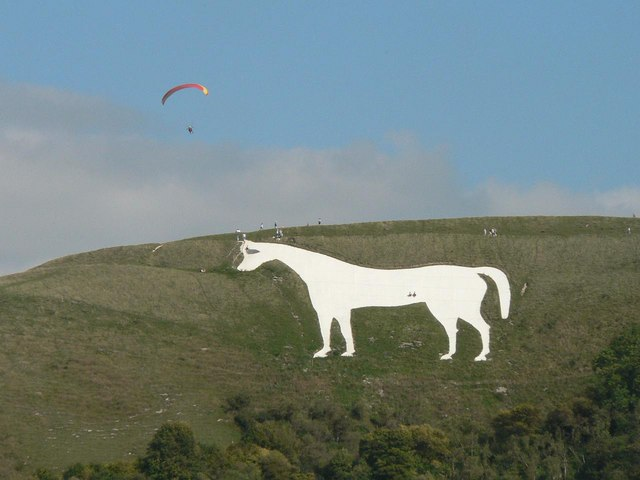
اسب سفید وستبوری قرن ۱۸ در نزدیکی وستبوری، ویلتشر

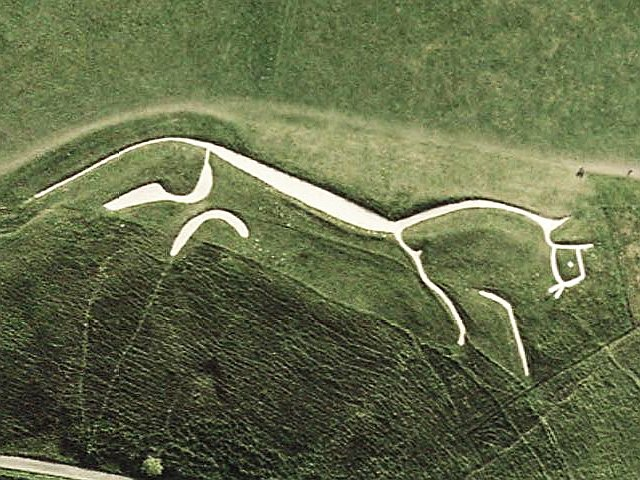
تپه‌نگاره انگلیسی ماقبل تاریخی اسب سپید آفینگتون

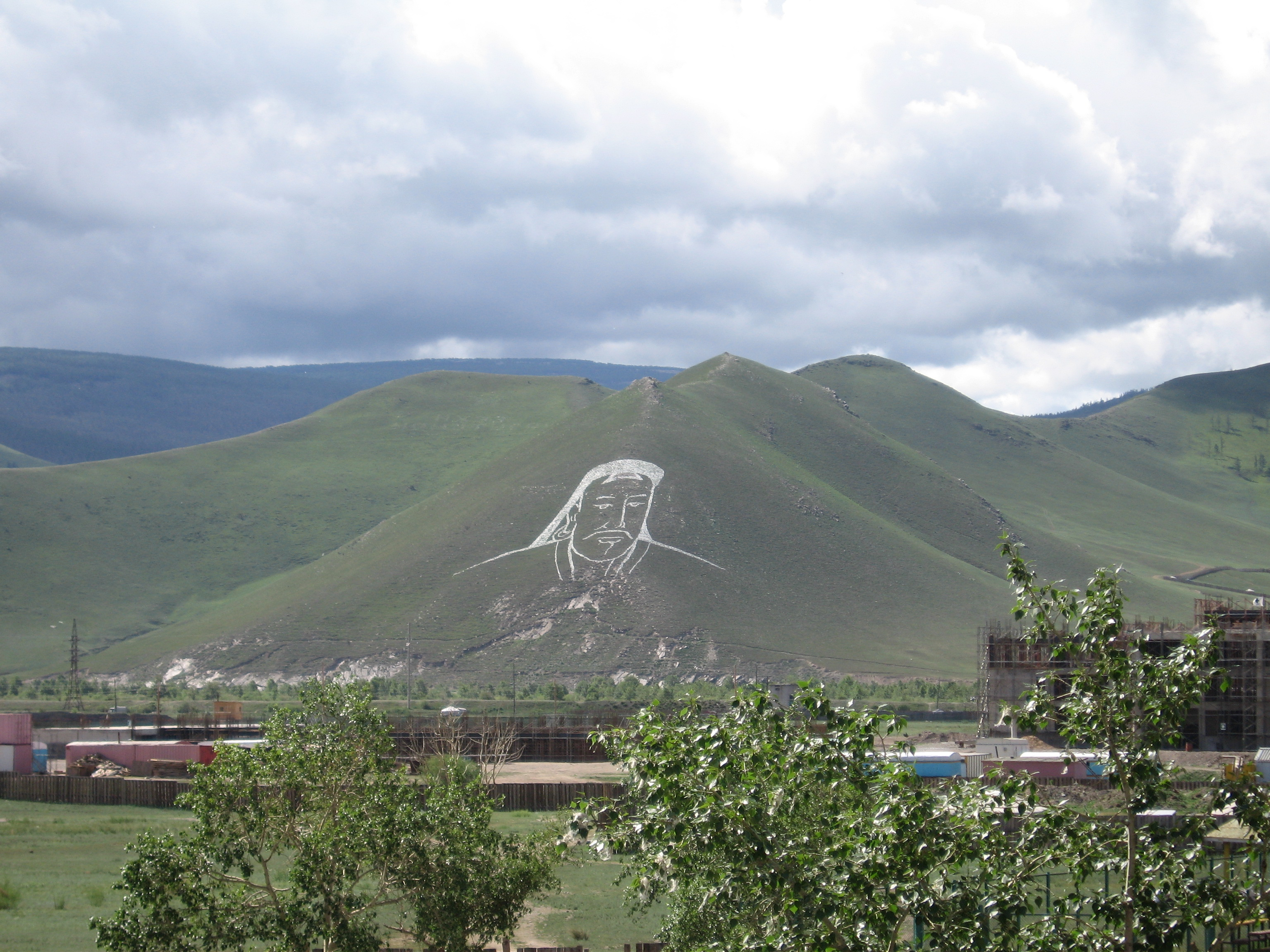
پرتره چنگیز خان روی مناطق پاک شده از کوه نقاشی شده است. بوگ خان در مغولستان در سال ۲۰۰۶

## نگارخانه

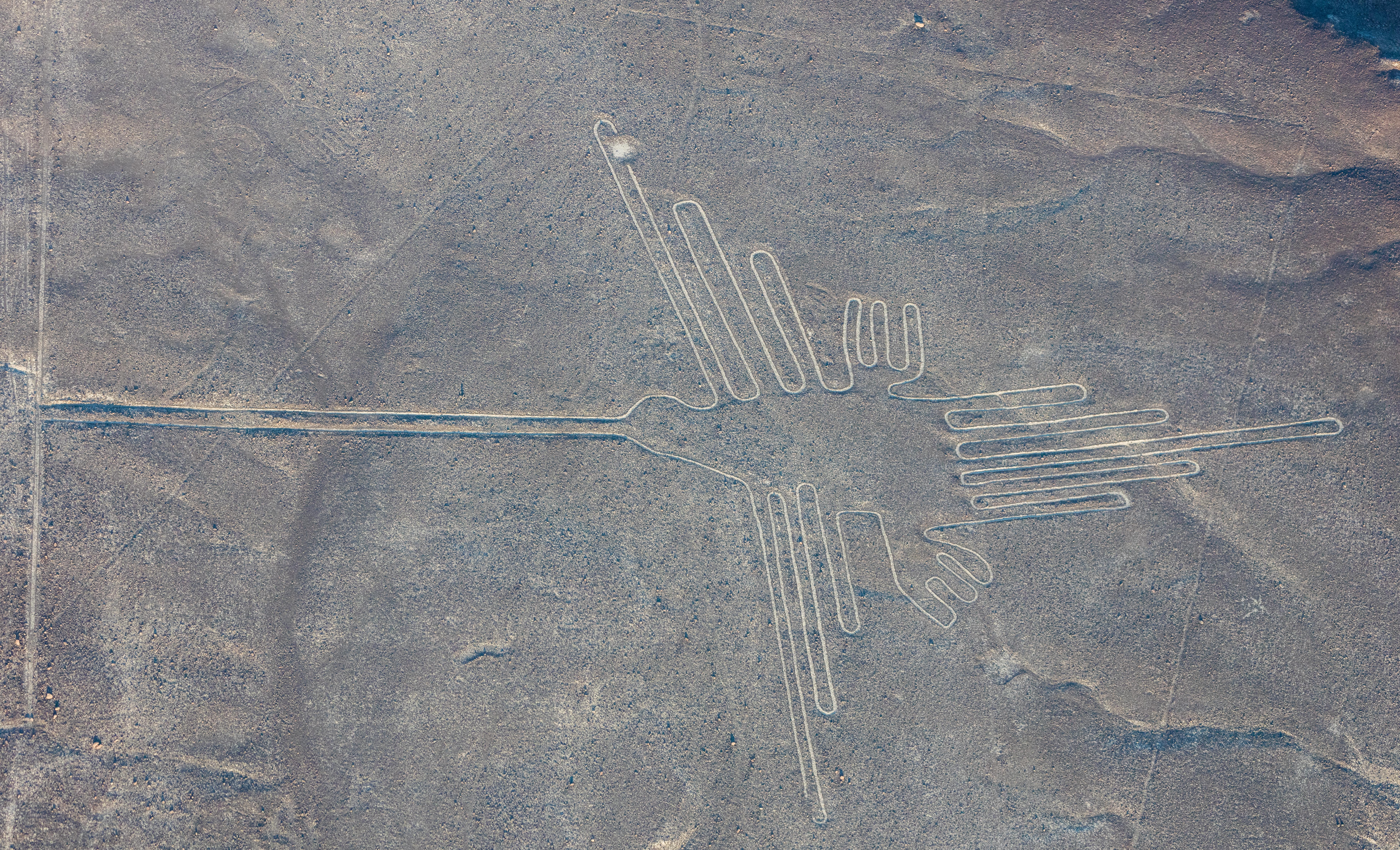
زمین‌نگارهٔ یک مرغ مگس‌خوار
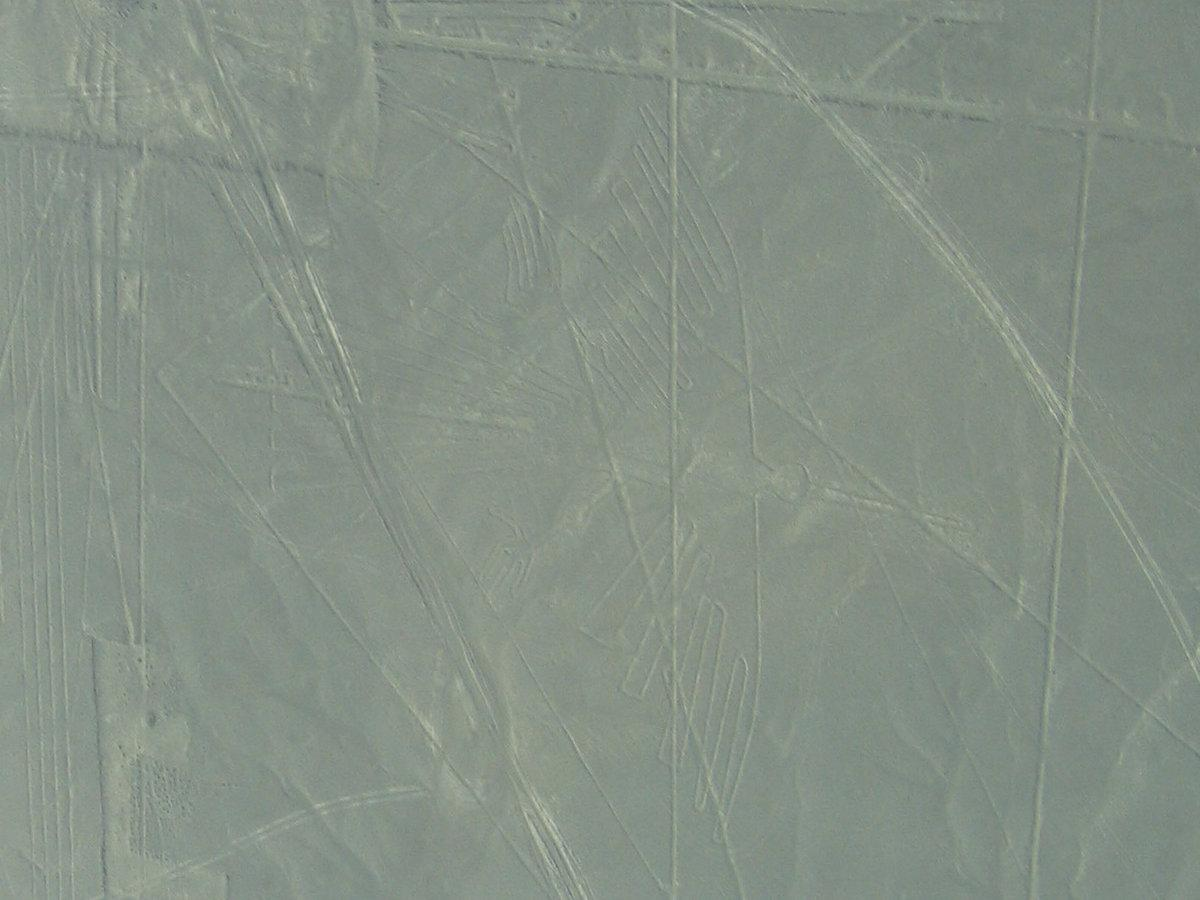
نگاره پرنده
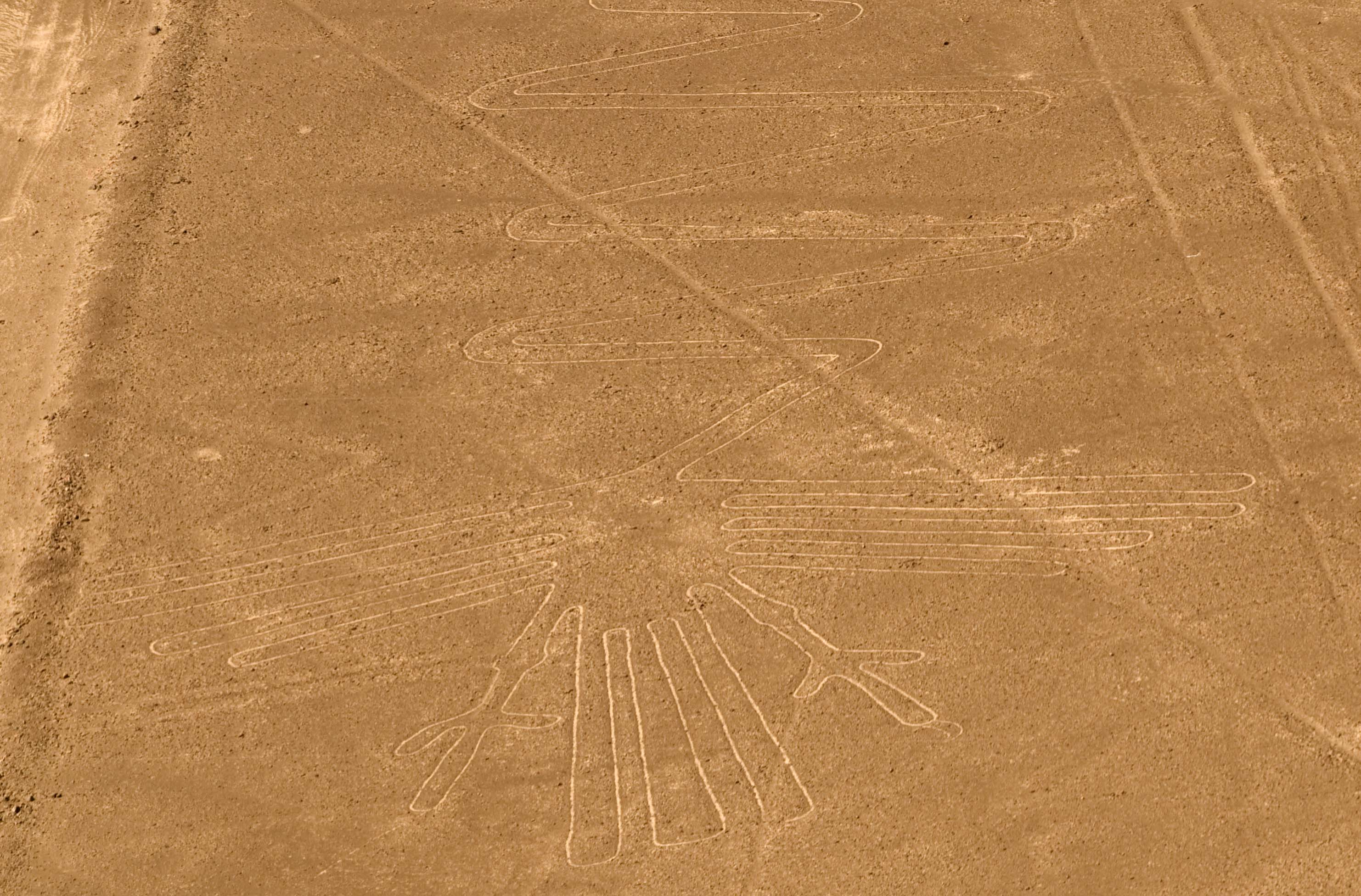
نگاره یک پرنده که به صورت بسیار هنرمندانه تناوب بر روی سر حیوان نمایش داده شده است.
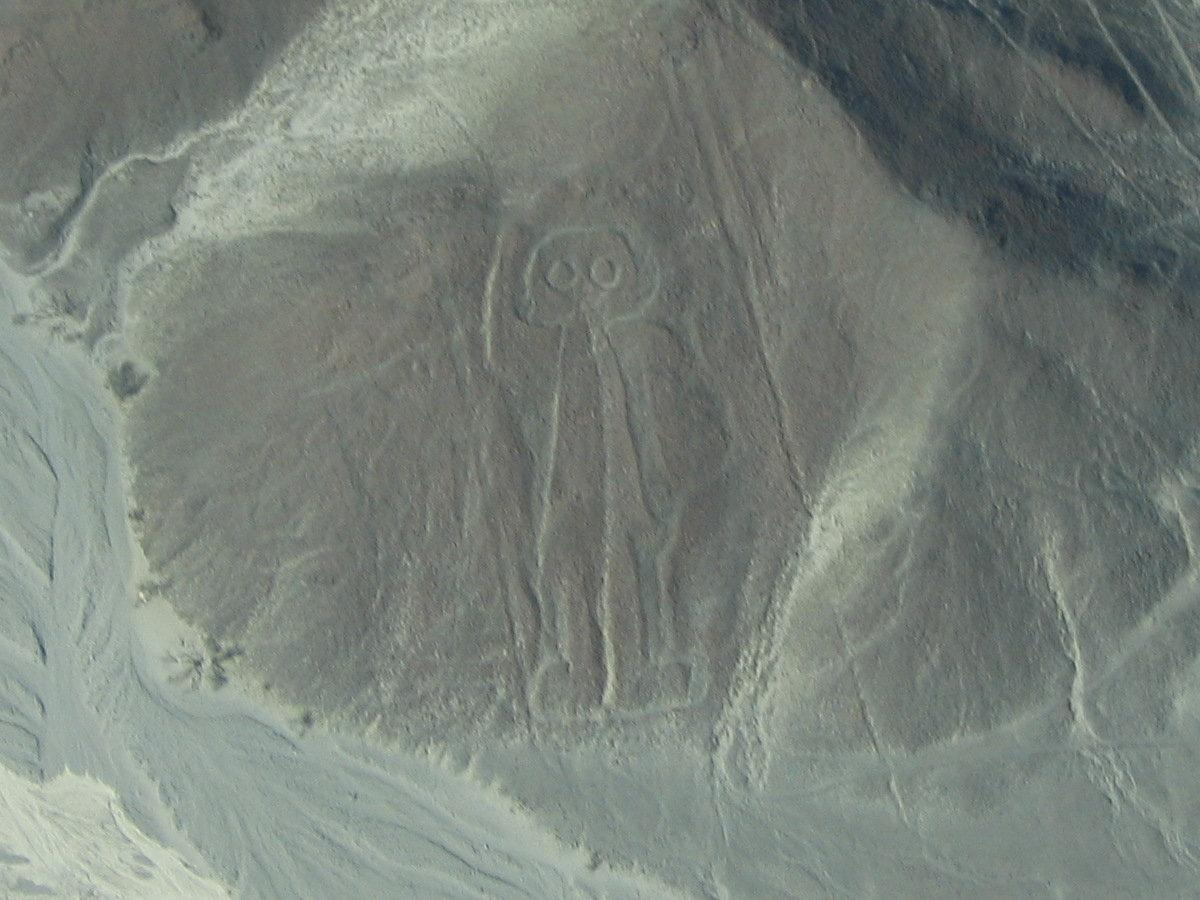
نگاره یک انسان
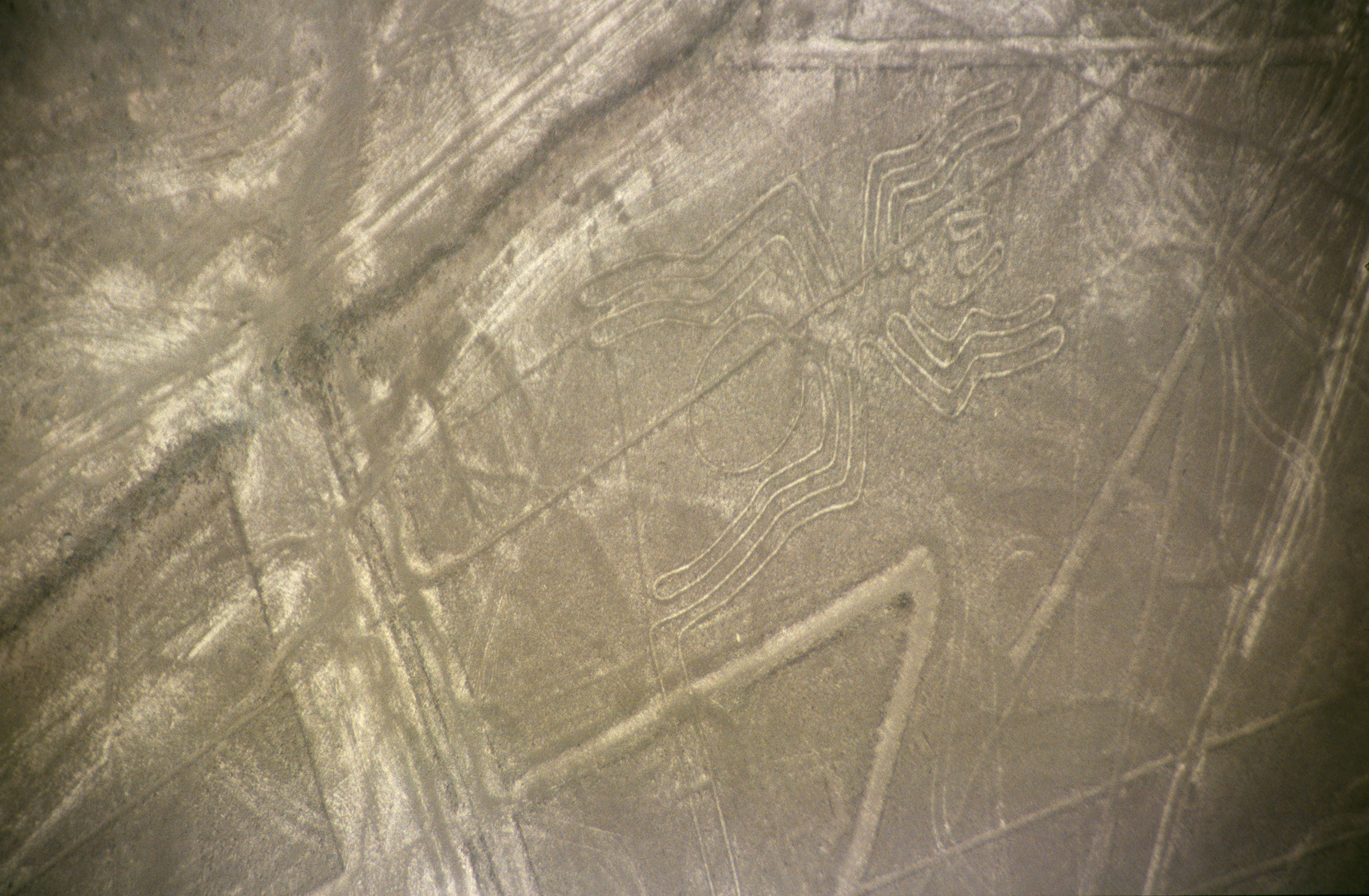
یک عنکبوت
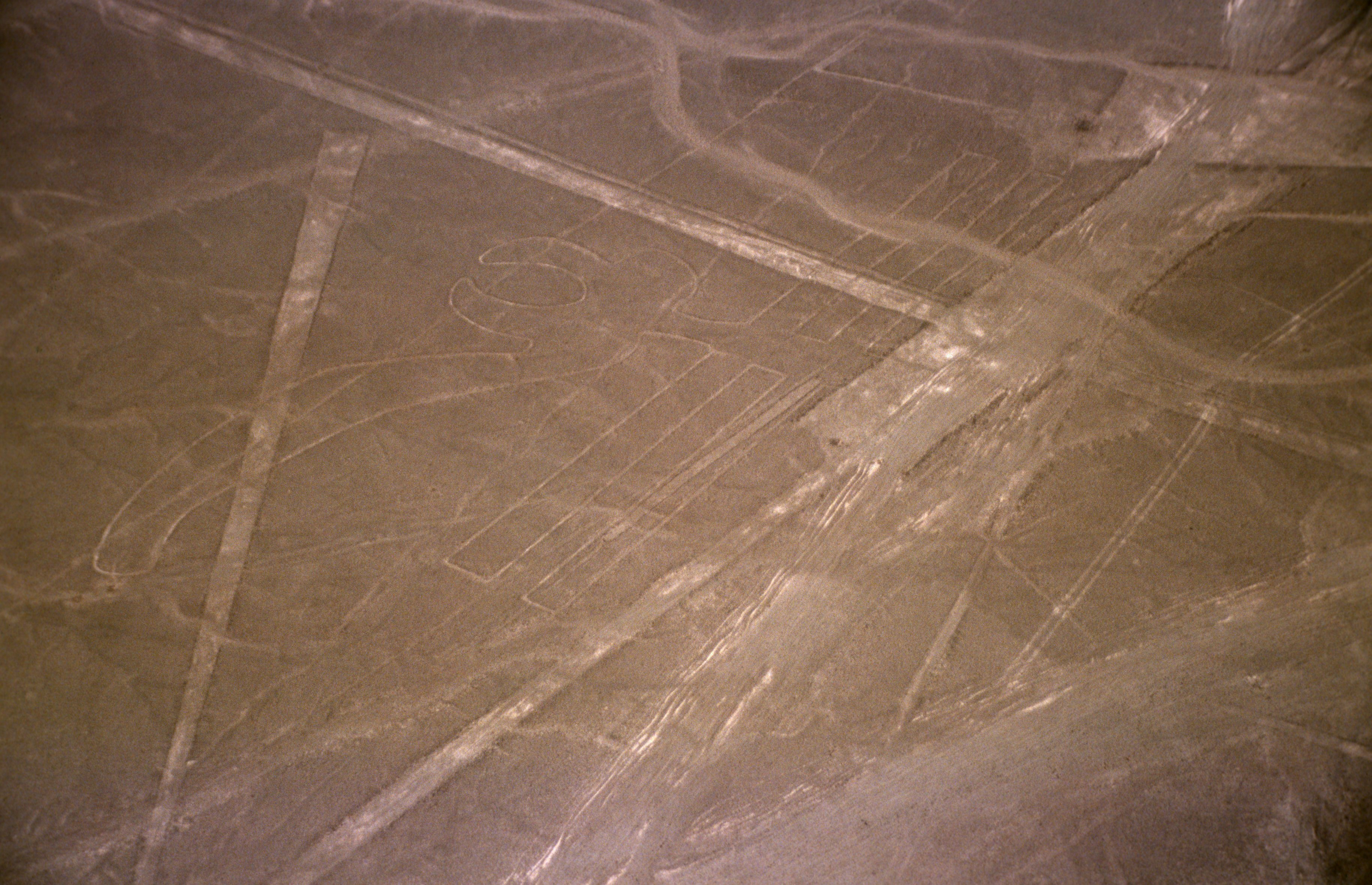
یک نگاره پلیکان مانند
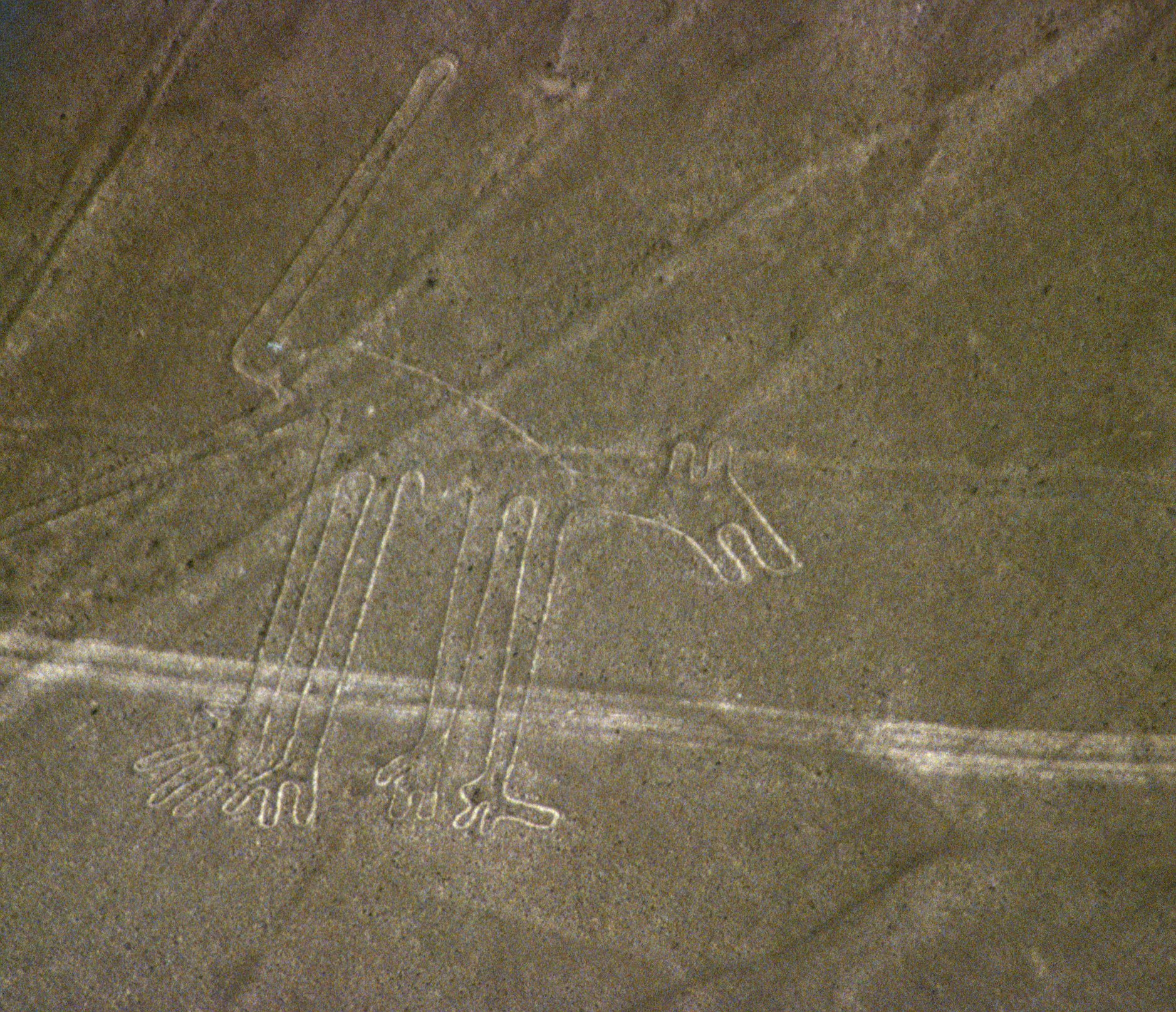
یک سگ
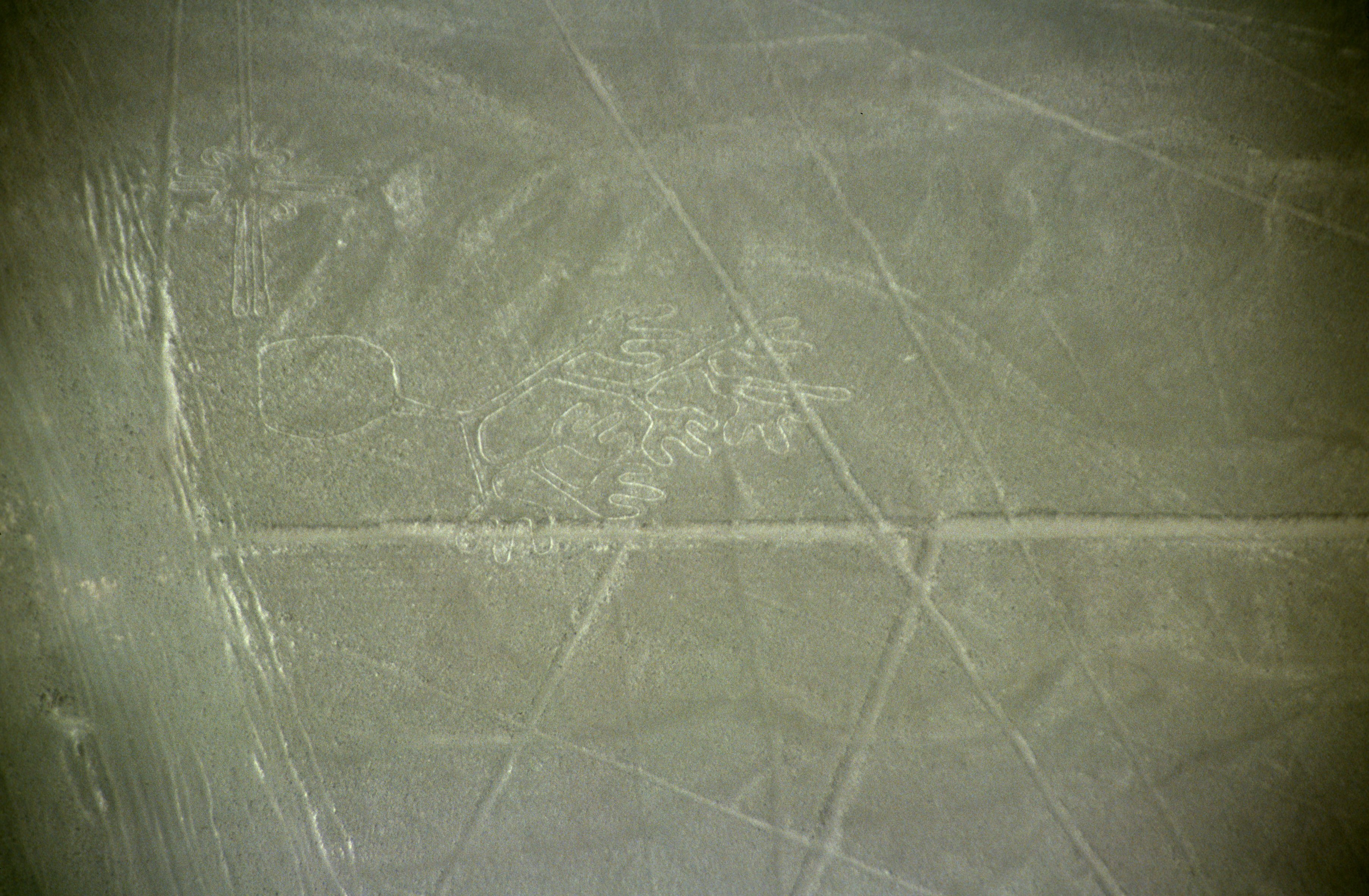
یک کاکتوس